# Woodruff (Carolina del Sud)
Woodruff és una població dels Estats Units a l'estat de Carolina del Sud. Segons el cens del 2000 tenia 4.229 habitants.

## Demografia
Segons el cens del 2000, Woodruff tenia 4.229 habitants, 1.678 habitatges i 1.130 famílies. La densitat de població era de 446,1 habitants/km².
Dels 1.678 habitatges en un 30,6% hi vivien nens de menys de 18 anys, en un 42,8% hi vivien parelles casades, en un 19% dones solteres, i en un 32,6% no eren unitats familiars. En el 29,6% dels habitatges hi vivien persones soles el 14,8% de les quals corresponia a persones de 65 anys o més que vivien soles. El nombre mitjà de persones vivint en cada habitatge era de 2,44 i el nombre mitjà de persones que vivien en cada família era de 3.
Per edats la població es repartia de la següent manera: un 25,2% tenia menys de 18 anys, un 8,7% entre 18 i 24, un 26,5% entre 25 i 44, un 22,3% de 45 a 60 i un 17,3% 65 anys o més.
L'edat mediana era de 37 anys. Per cada 100 dones de 18 o més anys hi havia 79,1 homes.
La renda mediana per habitatge era de 24.824 $ i la renda mediana per família de 32.966 $. Els homes tenien una renda mediana de 26.204 $ mentre que les dones 21.467 $. La renda per capita de la població era de 14.535 $. Entorn del 15,5% de les famílies i el 18,4% de la població estaven per davall del llindar de pobresa.

## Poblacions més properes
El següent diagrama mostra les poblacions més properes.